# I Only Want to Be with You
I Only Want to Be with You è una canzone scritta da Mike Hawker ed Ivor Raymonde  ed incisa originariamente nel 1963 dalla cantante britannica Dusty Springfield, per la quale rappresentò il singolo di debutto da solista Si tratta della prima canzone incisa da un interprete britannico che ottenne successo oltreoceano dopo i Beatles.
Numerosi artisti hanno in seguito eseguito una cover del brano, che è stato anche riadattato varie lingue, tra cui ceco (scritta da Jiří Štaidl con il titolo Chytila jsem na pasece motýlka), francese (da Gérard Bourgeois Jean-Max Rivière con il titolo À présent tu peux t'en aller), italiano (con il titolo E adesso te ne puoi andare), olandese (scritta da Frank Houtappels con il titolo Ik wil alleen maar bij je zijn) e spagnolo (scritta da Luis Gómez Escolar con il titolo Ahora te puedes marchar).

## Testo
(I Only Want to Be with You (1963))
Si tratta di una canzone d'amore: il testo parla di una ragazza che pensa di aver trovato l'uomo dei suoi sogni e dice di voler stare solamente con lui.

## La versione originale di Dusty Springfield

### Storia
La Springfield interpretò il brano in alcuni episodi della prima stagione della serie televisiva Ready Steady Go!, datata 1963. In seguito presentò il brano il 1º gennaio 1964, in occasione della prima puntata del programma televisivo Pop of the Pops.
Il singolo fu pubblicato su etichetta Philips Records.
Il disco raggiunse il 4º posto nel Regno Unito e il 12° negli Stati Uniti.

### Tracce
- I Only Want to Be with You
- Once Upon a Time (D. Springfield)

## Cover
Tra gli artisti che hanno eseguito o eseguito pubblicamente una cover del brano, figurano (in ordine alfabetico):
- 2 Small DJ's (2005)
- Ajeh (2007)
- Jessica Andersson (2009)
- Richard Anthony (versione in francese À présent tu peux t'en aller)
- Tina Arena (2007)
- Joan Baxter (dicembre 1963)
- Emma Bunton ft Will Young (2019)
- Lodovica Comello (2014)
- Bay City Rollers (1976)
- The Bunnies of London (1968)
- Roberto Delgado
- Samantha Fox (1988; con il titolo I Only Wanna Be With You[8][9])
- Nicolette Larson (1982)
- Shelby Lynne (2008)
- Maywood (1991)
- Jane McDonald (2000)
- Luis Miguel (1987; versione in spagnolo intitolata Ahora te puedes marchar)
- The Muffinmates (2005)
- Queen of Hearts
- Vonda Shepard (1998)
- Les Surfs (versione francese À présent tu peux t'en aller, versione italiana E adesso te ne puoi andare e versione spagnola Ahora te puedes marchar)
- The Tourists (1979)
- Georgina Verbaan e Marc-Marie Huijbregts (versione in olandese intitolata Ik wil alleen maar bij je zijn)
- Volbeat
- Mari Wilson (2012)

### La cover dei Bay City Rollers
Tra le cover di successo, figura quella incisa nel 1976 dai Bay City Rollers, che raggiunse il 12º posto delle classifiche negli Stati Uniti..

### La cover del gruppo The Tourists
Altra cover di successo è quella incisa nel 1979 dal gruppo The Tourists (l'ex-gruppo di Annie Lennox e Dave Stewart), che raggiunse il 4º posto delle classifiche nel Regno Unito.

#### Tracce
1. I Only Want to Be with You
2. Summers Night

### La cover di Nicolette Larson

#### Tracce
1. I Only Want to Be with You 3:16
2. How Can We Go On 3:24

### La cover di Samantha Fox
Samantha Fox incise una cover del brano nel 1988, con il titolo I Only Wanna Be with You. Il singolo fu pubblicato su etichetta Jive Records.
Il disco raggiunse il 16º posto nelle classifiche del Regno Unito e il 34º posto nelle classifiche degli Stati Uniti d'America.

#### Tracce

##### 45 giri
1. I Only Wanna Be with You 2:45
2. Confession

### La cover dei Volbeat

#### Tracce
1. I Only Wanna Be with You 2:45
2. Soulweeper (Michael Poulsen) 3:41

### La cover di Lodovica Comello
Pubblicato come singolo il 5 settembre 2014, è presente anche nell'album Universo della cantante Lodovica Comello.

#### Tracce
1. I Only Wanna Be with You 2:50